# Yadagirigutta
Yadagirigutta é uma vila no distrito de Nalgonda, no estado indiano de Andhra Pradesh.

## Demografia
Segundo o censo de 2001, Yadagirigutta tinha uma população de 13 267 habitantes. Os indivíduos do sexo masculino constituem 50% da população e os do sexo feminino 50%. Yadagirigutta tem uma taxa de literacia de 61%, superior à média nacional de 59,5%: a literacia no sexo masculino é de 71% e no sexo feminino é de 52%. Em Yadagirigutta, 13% da população está abaixo dos 6 anos de idade.

## Acessibilidades
Yadagirigutta está bem provida quer de estradas quer de caminhos de ferro. Partem variados autocarros de Hyderabad, Secundrabad e de outras partes do distrito para este local.